# HD 15082
HD 15082, eller WASP-33 och V807 Andromedae, är en Am-stjärna i  Andromedas stjärnbild. Stjärnan är en variabel av typerna planetpassage-variabel och Delta Scuti-variabel (EP + DSCT)
HD 15082 har visuell magnitud +8,14 och varierar i ljusstyrka med 0,02 magnituder. Den kräver därför fältkikare för att kunna observeras. 

## Planetsystem
2010 kungjordes upptäckten av en exoplanet som fick designationen WASP-33 b.
| Planet    | Massa         | Halv storaxel (AE) | Siderisk omloppstid (d) | Excentricitet | Inklination | Radie         |
| --------- | ------------- | ------------------ | ----------------------- | ------------- | ----------- | ------------- |
| WASP-33 b | 2,8 ± 0,53 MJ | 0,02558 ± 0,00023  | 1,21986967 ± 0,00000045 | 0,0           | 87,7 ± 1,8  | 1,603 ± 0,014 |